# تريستان (أقصوصة)
تريستان (بالألمانية: Tristan) رواية قصيرة من تأليف الألماني توماس مان، نُشرت للمرة الأولى في عام 1903. تحتوي الرواية على العديد من الإشارات إلى أسطورة تريستان وإيزولت، تلمح الرواية على وجه الخصوص إلى أوبرا ريتشارد فاجنر التي تحمل الاسم نفسه. الرواية تتعامل بشكل كبير مع علم النفس، حتى أن جزء كبير من أحداث الرواية عن تفاصيل حياة اثنين من المرضى في مصحة.

## وصلات خارجية
- تريستان، على كتب جوجل.
- تريستان، على مشروع جوتنبرج.
- تريستان، على الفهرس العالمي.
- تريستان، على أرشيف الإنترنت.
- تريستان، على موقع أمازون.
- تريستان، على مكتبة جامعة هارفارد.
- تريستان، على جود ريدز.
- تريستان، على مكتبة جامعة ميشيغان.